# チャーリー・ヴェンチュラ
チャーリー・ヴェンチュラ（Charlie Ventura、1916年12月2日 - 1992年1月17日）は、アメリカ・ペンシルベニア州フィラデルフィア出身のアメリカ人テナー・サクソフォーン奏者、バンドリーダー。

## 略歴
1940年代、ヴェンチュラはジーン・クルーパとテディ・パウエルのバンドでサックスを演奏した。1945年には、『ダウン・ビート』誌から最優秀テナー・サックス奏者に選ばれている。彼は、コンテ・カンドリ、ベニー・グリーン、ブーツ・ムッスリ、エド・ショーネシー、ジャッキー・ケイン、ロイ・クラールを含むバンドを率いた。1940年代と1950年代にはビッグ・バンドを率い、バディ・リッチ、マーティ・ナポレオン、チャビー・ジャクソンと共にザ・ビッグ・フォーを結成した。1960年代を通じてクルーパのサイドマンを務め、その後にラスベガスでコメディアンのジャッキー・グリーソンと共に働いた。1992年、肺癌により死去。

## ディスコグラフィ

### リーダー・アルバム
- Stomping with the Sax (1950年、Crystalette)
- 『チャーリー・ヴェンチュラ・コンサート』 - Gene Norman Presents a Charlie Ventura Concert (1953年、Decca)
- F.Y.I. (1954年、EmArcy)
- 『チャーリー・ヴェンチュラ・イン・コンサート』 - In Concert (1954年、GNP)
- An Evening with Charlie Ventura and Mary Ann McCall (1954年、Norgran) ※with メリー・アン・マッコール
- Another Evening with Charlie Ventura and Mary Ann McCall (1954年、Norgran)
- 『ジャンピング・ウィズ・ヴェンチュラ』 - Jumping with Ventura (1955年、EmArcy)
- 『アン・イヴニング・ウィズ・メアリー・アン・マッコール・アンド・チャーリー・ヴェンチュラ』 - An Evening with Mary Ann McCall and Charlie Ventura (1955年、Norgran) ※with メリー・アン・マッコール
- 『カーネギー・ホール・コンサート』 - Charlie Ventura's Carnegie Hall Concert (1955年、Norgran)
- The New Charlie Ventura in Hi-Fi (1956年、Baton)
- Plays Hi-Fi Jazz (1957年、Tops)
- 『ザ・クレイジー・リズムズ』 - The Crazy Rhythms (1957年、Regent) ※with チャーリー・ケネディ
- Adventure with Charlie (1957年、King)
- Here's Charlie (1957年、Brunswick)
- 『イースト・オブ・スエズ』 - East of Suez (1958年、Regent)
- A Battle of Saxes (1959年、King)
- Plays for the People (1960年、Craftsmen)
- Live at the 3 Deuces! (1975年、Phoenix Jazz)
- Aces at the Deuces (1976年、Phoenix Jazz)
- 『チャズ '77』 - Chazz '77 (1977年、Famous Door)

### 参加アルバム
- ディジー・ガレスピー : The Complete RCA Victor Recordings (1995年、Bluebird)
- ジーン・クルーパ : 『ドラム王 ジーン・クルーパ』 - The Great New Gene Krupa Quartet Featuring Charlie Ventura (1964年、Verve)
- ジャッキー&ロイ : 『ジャッキー&ロイ』 - Jackie And Roy (1957年、Regent)